# Ставка Верховного Головнокомандування
Ста́вка Верхо́вного Головнокома́ндування (СВГК) — надзвичайний орган вищого військового управління, що здійснював в роки радянсько-німецької війни стратегічне керівництво Збройними силами Радянського Союзу.

## Історія створення
Утворена постановою Ради Народних Комісарів СРСР і ЦК ВКП(б) 23 червня 1941 і спочатку іменувалася Ставкою Головного Командування. У її склад входили: С. К. Тимошенко (голова), Г. К. Жуков, Й. В. Сталін, В. М. Молотов, К. Є. Ворошилов, С. М. Будьонний, М. Г. Кузнєцов.
Надалі найменування і склад СВГК зазнали деякі зміни.
10 липня 1941 у зв'язку з утворенням Головних командувань напрямків (Північно-західне, Західне і Південно-західне) Ставка Головного Командування була перейменована в Ставку Верховного Командування, а 8 серпня 1941 — в Ставку Верховного Головнокомандування.
З 10 липня 1941 її головою став Й. В. Сталін, а до складу Ставки введений Б. М. Шапошников.
17 лютого 1945 постановою Державного комітету оборони СВГК була визначена в складі: Й. В. Сталін (голова), Г. К. Жуков, О. М. Василевський, О. І. Антонов, М. О. Булганін, М. Г. Кузнєцов.
При Ставці існував інститут постійних радників, якими в різний час були М. Ф. Ватутін, М. О. Вознесенський, М. М. Воронов, А. О. Жданов, П. Ф. Жігарев, К. П. Мерецков, А. І. Мікоян, Б. М. Шапошников і інші військові, партійні і державні діячі.

## Роль Ставки
СВГК вносила зміни і уточнення до структури і організації Збройних Сил, здійснювала планування кампаній і стратегічних операцій, ставила завдання фронтам і флотам і керувала їх бойовою діяльністю, погоджувала зусилля Червоній Армії та армій союзних держав, організовувала взаємодію між стратегічними угрупуваннями і оперативними об'єднаннями різних видів Збройних Сил і партизанами, розподіляла між фронтами резервні з'єднання та матеріальні засоби, що були в її розпорядженні, здійснювала контроль за ходом виконання поставлених завдань, керувала вивченням і узагальненням досвіду війни.
Робочими органами СВГК були Генеральний штаб, управління Наркомату оборони і Наркомату ВМФ. Найдоцільніші методи стратегічного керівництва СВГК виробляла поступово, у міру накопичення бойового досвіду і зростання військового мистецтва у вищих ланок командування і штабів. В ході війни повністю виправдала себе двоступенева система управління, що склалася: СВГК — фронт (флот).
У окремі періоди війни, особливо на її початку, ця система замінювалася трьох-ступеневою: між СВГК і фронтами створювалися проміжні ланки стратегічного керівництва у вигляді Головнокомандувань напрямків, але вони існували недовго (Північно-Західний напрямок з 10 липня по 29 серпня 1941, Західний напрямок з 10 липня по 11 вересня 1941 і з 1 лютого по 3 травня 1942, Південно-Західний напрямок з 10 липня 1941 по 21 червня 1942; Північно-Кавказький напрямок з 21 квітня по 19 травня 1942) і були скасовані у міру стабілізації фронту і поліпшення керівництва військами з боку командувачів фронтами.
У 1945 на останньому етапі війни була заснована посада Головнокомандувача Збройними Силами на Далекому Сході, що керував діями проти мілітаристської Японії.
Головнокомандувач мав широкі повноваження по керівництву фронтами, флотом і флотилією, і в конкретних умовах військових дій на Далекому Сході досвід створення трьох-ступеневої системи стратегічного керівництва виправдався.

## Документи
- Постанова РНК СРСР і ЦК ВКП(б) Про створення Ставки Головного Командування[недоступне посилання з липня 2019]